# Caenogastropoda
Los cenogasterópodos (Caenogastropoda) son una subclase de moluscos gasterópodos de la infraclase Apogastropoda. Incluye a las especies de Cypraea (congrios) y Littorina littorea (caramujos).

## Taxonomía
- Orden Architaenioglossa Haller, 1890
- Orden Neotaenioglossa
- Orden Sorbeoconcha Ponder & Lindberg, 1997
  - Suborden Discopoda P. Fischer, 1884
  - Suborden Murchisoniina Cox & Knight, 1960
  - Suborden Hypsogastropoda Ponder & Lindberg, 1997